# 昌都邦達機場
昌都邦達機場（藏語：ཆབ་མདོ་སྤང་མདའ་གནམ་གྲུ་ཐང་，威利转写：chab mdo spang mda' gnam gru thang）是一座位於西藏自治区昌都市八宿县邦达草原的军民合用機場，距昌都首府城关镇123公里，是离城镇较远的机场，機場屬4D級民用機場。其處於海拔4334米，是世界上海拔高度第二、中国第二高的民用机场。由于高海拔机场空氣稀薄，空气阻力减小，飞机的起飞和下降性能受到很大影响，需要比低海拔机场更长的起飞和降落距离，为使航班正常起降，邦达机场拥有世界最长的民用飞行跑道，长达5500米（旧跑道）。

## 历史

### 建设
1969年2月15日，中国共产党主席毛泽东、国务院总理周恩来亲自批准了中共中央军委关于修建邦达机场的报告。1969年12月20日成都军区决定由西藏军区组建邦达机场工程指挥部（中国人民解放军八零九一工程指挥部）所属工程兵建筑第某团、四川省军区步兵独立第某团、独立汽车第某营、第某营、空军第某军机械营、西藏军区陆军第某野战医院的1个医疗所、空军安装队、军区通信安装队等八个单位和冶金建筑第五公司的460名工程技术人员、昌都地区八百至四千民工共一万六千多多军民施工。
1970年1月，成都军区成立了“邦达机场修建委员会”，由成都军区参谋长茹夫一任主任、成都军区空军指挥所主任高厚良、西藏军区司令部副参谋长郗晋武任副主任。根据中央军委指示，1970年4月24日，西藏军区组成“邦达机场工程指挥部”，负责党政、行政、后勤保障工作的组织领导。1970年4月25日开始办公。施工技术工作由空军驻成都指挥所负责。1971年5月10日修建机场工程开工。1970年7月2日，西藏军区邦达机场工程指挥部进入工地展开工作。1970年7月施工队伍陆续进场动工。中央军委于1973年3月1日指示，从1973年7月25日起，指挥部及所属工程兵建筑工程团调归成都军区直属领导。1977年10月试航成功。1978年8月，历时八年工程完工，指挥部撤销。
1977年10月，为悼念在修建邦达机场中牺牲和病故的八十九名同志，中国人民解放军八零九一工程指挥部敬立“邦达机场纪念碑”。中国人民解放军空军八七四九六部队 一九九四年九月修复纪念碑。邦达机场航站分别于1999年和2004年对纪念碑进行了修缮。
牺牲的烈士五十一名：
- 工指司令部
  - 副参谋长朱宗友 战士：张宗合 赵同应 许兴元
- 工程兵建筑工程第某团 
  - 运输连司务长蒋应海 战士：张林熙 陈德荣 腾明贵 李学富 牟思角 雷大贵 王祖才 邓光华 林显忠 肖长甫 张先富 翁前国 唐明场 杨兴容 沈文元 刘兴田 邓权勇
- 四川省军区步兵独立第某团 
  - 一连连长王应华 战士：张福林 王邦华 何申章
- 独立汽车第某营
  - 战士：高实甫 裴诺 王顺国 汪国富 陈代友
- 独立汽车第某营
  - 战士：高国忠 仲伍保 曾详明 张孝文 尉永清 黄绪生 陈永清
- 空军第某军机械营
  - 一连排长刘仲国 战士：林权利 陈善强 王宗雁
- 西藏军区陆军第某野战医院
  - 军医吴光祖 护士长毛育红 护士邹代弟 卫生员唐伯林
- 昌都地区民工团
  - 民工：达吉 曲珍 土登 格桑望久 藏林

病故的同志三十八名：
- 工指司令部
  - 收发员刘春 战士：康光华
- 四川省军区步兵独立第某团
  - 团长景端林 副政治委员黄光海 战士：曾庆怀 杨全中 向天华 张成盛 高银富 施德平 陈尚详
- 工程兵建筑工程第某团 
  - 九连政治指导员杨开良 战士：田腊月喜 刘成文 夏炳建 王举南 程胜宽 李忠杰 杨明荣 陈世立 单措拉瓜姜启荣  汤友成
- 独立汽车第某营
  - 战士：张绍全 付世泉
- 独立汽车第某营
  - 战士：徐必元
- 空军第某军机械营
  - 战士：徐福绵
- 昌都地区民工团
  - 民工：民工：嘎玛郎吉 旺堆平措 布桑 才谷 格桑次仁 卡多贡布 扎西尼玛 更堆群培 次成 仁真 索郎泽旺

1990年7月，中共中央总书记、中央军委主席江泽民视察西藏期间，听取时任自治区党委书记胡锦涛、自治区主席江村罗布汇报后，即指示修复邦达机场，实现昌都的对外通航。1991年4月西藏自治区人民政府《关于启用邦达机场的请示》和民航局《关于西藏昌都邦达军用机场修复后实行军民合用并开辟民用航线的请示》呈送到了国务院办公厅和中央军委办公厅。1991年5月18日，国务院、中央军委批复：“同意对西藏邦达机场修复建设，要求西藏自治区人民政府组织民航局、空军等有关部门的专家赴邦达机场现场考察，尽快拿出方案。”1991年6月空军、民航局、总参、国家计委、西藏区政府的40余人专家团现场考察，月底提交考察报告。1992 年，国务院拨款2．7亿元，修复邦达机场的跑道和设施。1993年5月15日开始进行邦达机场改造，由空军空防工程第某处对原场道4200米进行盖被修复,配套建造航站楼、机坪、通导及航管、车库、宿舍等附属。为使该机场尽快通航和持续运营，1994年3月，中央军委、国务院决定空军将该机场交由民航总局管理。1994年10月10日改造竣工。与此同时，民航西藏区局完成了航站的组建。1995年4月28日，中国西南航空公司（现为国航西南分公司）使用波音757减载30%，开通了成都—昌都航线，1999年12月23日，昌都——拉萨通航。自开航以来，这条航线一直由国家财政补贴经营。每年千吨以上航油要由汽车油罐车从成都千里迢迢运到邦达。1996-1997年的冬春两季，机场降雪37次，厚度均在10厘米以上，人工扫雪5900人次。4200米场道的除雪靠航站职工，有时甚至动员出港候机旅客参与，有好几次昌都行署动员军警民数百人从130公里外赶来机场除雪。

### 改扩建
2007年9月28日扩建工程开工，总投资2.7亿元，主要包括修补跑道面积1万平方米，新建新站坪1.2万平方米，航站楼4000平方米，停车场3500平方米，新建空管塔台及配套设施。实际完成新建航站楼建筑面积5018平方米，内部设有航显系统、广播系统、供氧系统、监控系统、安检信息系统和离港系统等13个系统，满足高峰小时418人次要求，2009年9月28日竣工。
2013年6月，由于西藏昌都邦达机场跑道出现大面积的破损，民航西藏自治区管理局对外宣布，决定自6月22日至7月15日暂时关闭该机场，对机场跑道进行抢修。然而，机场抢修工作直到8月5日才完成。
2015年，经过二十年的使用，昌都邦达机场受高原恶劣气候和地质病害影响，机场跑道破损严重，无法满足客货运输需求。2015年10月邦达机场第二跑道开工建设，预计2017年建成并投入使用。此次改造工程投资8亿元，涉及新建一条5500米跑道及其相应配套通信导航、安全设施等，工程包括道面工程、土石方工程、通信导航工程等6个子项，建成后将进一步提升昌都邦达机场航空安全运行保障能力，有效缓解昌都航空市场供求矛盾。机场亦有航站区改扩建的计划，预计2018年开工建设。
2017年8月24日，4500米跑道建成并投入使用。

## 定期航点
2025夏秋航季
| 航空公司           | 目的地     |
| ------------------ | ---------- |
| 西藏航空（TV）     | 拉萨、西安 |
| 中国国际航空（CA） | 成都/雙流  |
| 西部航空（PN）     | 重庆       |

## 地面交通
邦达机场离昌都市卡若区城关镇123公里，行程不到2小时，可以搭乘机场大巴和出租车到达。2010年10月22日，昌邦公路三级公路标准改造完成，不再翻越海拔近4000米的年拉山（直接穿过新建1450米年拉山隧道），平均行程用时由过去的3小时缩短为1.5小时-2小时。